# Йост II фон Розенберг
Йост II фон Розенберг (на немски: Jost II. von Rosenberg; Jodok von Rosenberg; на чешки: Jošt II. z Rožmberka); * 11 ноември 1430; † 12 декември или 15 декември 1467, замък Найсе) е княжески епископ на Бреслау/Вроцлав (1456 – 1467) и велик приор на „Малтийския орден“ за Бохемия и Австрия.

## Живот
Той е син на щатхалтера на Бохемия Улрих II фон Розенберг (1403 – 1462), главен бургграф на Прага, и първата му съпруга Катарина фон Вартенберг († 1436), дъщеря на Йохан вон Вартенберг, бургграф на Глац († пр. 1405) и фрайин Анна/Йохана фон Волхартиц. Баща му се жени втори път за фрайин Елизабет фон Шванберг. Братята му са Хайнрих IV фон Розенберг († 1456/1457) и Йохан II фон Розенберг († 1472).
Йост следва в Прага и след това влиза в „Малтийския орден“ и става през 1451 г. велик приор. През 1450 г. той е катедрален пропст в катедралата Свети Вит в Прага. На 24 август 1453 г. е помазан в Залцбург за свещеник.
Йост II е през 1453 г. свещеник в Свещения военен орден „Св. Йоан“ в Йерусалим. През 1456 г. той, още много млад, е избран за епископ на Бреслау/Вроцлав по предложение на крал Владислав Посмъртни. На 9 юни 1456 г. папа Каликст одобрява избора му.
Умира на 37 години в епископската резиденция в Найсе и е погребан в катедралата на Бреслау/Вроцлав, на която е построил част.